# مابکل تونگ
مابکل تونگ (انگلیسی: Michael Tonge؛ زادهٔ ۷ آوریل ۱۹۸۳) بازیکن فوتبال اهل بریتانیا است.
از باشگاه‌هایی که در آن بازی کرده‌است می‌توان به باشگاه فوتبال بارنزلی، باشگاه فوتبال پرستون نورث اند، باشگاه فوتبال شفیلد یونایتد، باشگاه فوتبال منچستر یونایتد، باشگاه فوتبال لیدز یونایتد، باشگاه فوتبال استوک سیتی، باشگاه فوتبال دربی کانتی، باشگاه فوتبال میلوال، و باشگاه فوتبال استیونج اشاره کرد.
وی همچنین در تیم‌های ملی فوتبال زیر ۲۰ سال انگلستان و زیر ۲۱ سال انگلستان بازی کرده‌است.